# 9791 Kamiyakurai
9791 Kamiyakurai eller 1995 YD1 är en asteroid i huvudbältet som upptäcktes den 21 december 1995 av den japanska astronomen Takao Kobayashi vid Ōizumi-observatoriet. Den är uppkallad efter berget Yakuraisan.
Asteroiden har en diameter på ungefär 4 kilometer.